# Изборск
Изборск (рус. Изборск; ест. Irboska), често познат и као Стари Изборск (рус. Старый Изборск) село је смештено на крајњем западу европског дела Руске Федерације. Налази се у западном делу Псковске области и административно припада Печорском рејону.
Основан је 862. године и сматра се једним од најстаријих руских градова, и у Повести минулих лета помиње се као једно од три најважнија насеља словенских Кривича, заједно са Смоленском и Полоцком. Археолошки остаци првобитног насеља налазе се надомак села на локалитету данас познатом као Труворово городишче.
Године 2012. село је званично обележило 1150. годишњицу од оснивања.

## Географија
Село се налази у пространој Псковској низији, у области познатој као Изборска долина и лежи недалеко од обале Городишченског језера. Смештено је на крајњем западу Псковске области, отприлике 30 km западно од града Пскова, односно петнаестак километара југоисточно од града Печорија.
Недалеко од села, на високој обали Городишченског језера налази се 12 мањих крашких извора који се у локалнм предањима означавају као Извори дванаест апостола или Словенски извори. Вода из ових извора одликује се високим степеном минерализације, а посебно су повећане концентрације калцијума и разних минералних соли.

## Демографија
Према подацима са пописа становништва 2010. у селу је живело 789 становника, што је за 79 становника више у односу на попис из 2002. када је пописано 708 житеља.
| 2002. | 2010. |
| ----- | ----- |
| 708   | 789   |